# Municipio de Menallen (condado de Fayette)
El municipio de Menallen (en inglés: Menallen Township) es un municipio ubicado en el condado de Fayette en el estado estadounidense de Pensilvania. En el año 2000 tenía una población de 4.644 habitantes y una densidad poblacional de 84 personas por km².

## Geografía
El municipio de Menallen se encuentra ubicado en las coordenadas 39°57′00″N 79°45′59″O / 39.95000, -79.76639.

## Demografía
Según la Oficina del Censo en 2000 los ingresos medios por hogar en la localidad eran de $32,591 y los ingresos medios por familia eran de $38,607. Los hombres tenían unos ingresos medios de $31,037 frente a los $25,274 para las mujeres. La renta per cápita de la localidad era de $16,186. Alrededor del 16,2% de la población estaba por debajo del umbral de pobreza.